# Rue de Dijon (Paris)
Pour les articles homonymes, voir Rue de Dijon.
La rue de Dijon est une voie située dans le 12e arrondissement de Paris, en France.

## Situation et accès
Elle débute 2, rue de Pommard et se termine 1, Place Lachambeaudie et 1, rue de Bercy.

## Origine du nom
La proximité des entrepôts de vins de Bercy a inspiré l'attribution du nom du chef-lieu de la Côte-d'Or, haut lieu du commerce des vins de Bourgogne.

## Historique
La voie est ouverte en 1877 et prend sa dénomination actuelle par arrêté du 1er août 1879.

## Bâtiments remarquables et lieux de mémoire
- N°1 : immeuble de logements avec un commerce en rez-de-chaussée réalisé par les architectes Charlet-Perrin (1908).